# Blakeney Chapel
Pour les articles homonymes, voir Blakeney.
Blakeney Chapel est un bâtiment en ruine situé sur les côtes du comté de Norfolk en Angleterre. Malgré son nom, il se trouve sur la paroisse de Cley-next-the-sea et non dans le village limitrophe de Blakeney, et n'était probablement pas une chapelle. Le bâtiment se trouvait sur un monticule ou "œil" orienté vers la mer et les marais côtiers, à moins de 200 m (218,72266 yd) de la mer, au nord de l'actuel canal de la Rivière Glaven où elle tourne pour être parallèle à la rive. Le bâtiment comportait deux pièces rectangulaires de taille inégale, encore intactes sur une carte de 1586 mais en l'état de ruine dans les données ultérieures. Seules subsistent les fondations et une partie de mur. Trois recherches archéologiques menées entre 1998 et 2005 ont permis d'apporter de plus amples détails sur la construction et ont montré deux périodes distinctes d'utilisation active. Bien que décrite comme une chapelle sur plusieurs cartes, il n'y a pas de preuve documentaire ou archéologiques suggérant qu'elle avait une quelconque fonction religieuse. Un petit foyer, probablement utilisé pour la fonte de fer, est la seule preuve d'une activité spécifique sur le site.
La plupart du matériel structurel a été déplacé il y a longtemps pour être réutilisé en construction à Cley et Blakeney. Les ruines restantes sont protégées car classées monument historique de Grade II en raison de leur importance historique mais il n'en existe pas de gestion active. La menace toujours existante de la mer qui prend du terrain sur les côtes va probablement accélérer un réalignement du cours de la rivière Glaven à travers les marais et mener à la perte des ruines.

## Description
Les ruines de Blakeney Chapel sont composées d'une structure rectangulaire orientée est-ouest (S1) de 18 m x 7 m (59 pieds x 23 pieds) et d'une construction rectangulaire  plus petite (S2) de 13 m x 5 m (43 pieds x 16 pieds) édifiée sur le côté sud de la pièce principale. La majeure partie de la structure est enterrée, seuls un silex de 6 m (20 pieds) et un mur en mortier étaient visibles à une hauteur de 0,3 m (1 pied) avant l'excavation de mai 2004. Les ruines sont situées sur le point culminant de Blakeney Eye à environ 2 m (7 pieds) au-dessus du niveau de la mer. L'«œil» de Blakeney est un monticule sablonneux dans les marais situé à l'intérieur de la digue  à l'endroit où la rivière Glaven tourne vers l'ouest à travers la crique abritée du port de Blakeney. Cley Eye ou «œil de Cley»  est une région née à l'identique  sur la rive est de la rivière. Malgré son nom, Blakeney Eye ou « œil de Blakeney », comme la plupart des marais du nord de la région, fait en réalité partie de la paroisse de Cley next the Sea.
Le terrain sur lequel se trouve le bâtiment appartenait à la famille Calthorpe jusqu'à son rachat par le banquier Charles Rothschild en 1912. Rothschild céda la propriété à la National Trust qui géra le site depuis lors. Il n'y a pas d'accès autorisé au public vers le site.
Les ruines sont protégées car classées monument historique de Grade II en raison de leur importance historique,. Ces listes ne prennent pas en compte le terrain alentour mais l'ensemble des marais fait partie des 7,700 hectares (19,000 acres) du Site d'Intérêt Scientifique Spécial de la côte nord du Norfolk (SSSI) connu pour la valeur de sa faune sauvage. Le site est dorénavant protégé également via Natura 2000, Zone de Protection Spéciale (ZPS) et les listings RAMSAR et fait partie de la région côtière du Norfolk d'une beauté remarquable (AONB),.

## Histoire documentée
Le bâtiment fut d'abord indiqué sur une carte de la région de Cley et Blakeney datant de 1586, apparemment dessinée pour être utilisée comme preuve dans un dossier de justice concernant les droits de « renflouement et récupération » dont l'issue est inconnue. La carte originale disparut au XIXe siècle mais quelques copies subsistent encore,. Sur cette carte, le bâtiment est montré intact sur l'œil , surmonté d'un toit mais sans nom. Une carte faite par les Cranfields de 1769 reprend le bâtiment sous le nom de « la maison de l'œil » mais dès 1797, la carte du Norfolk réalisée par le cartographe William Faden fait état de « ruines de chapelle », description qui fut constamment utilisée à partir du XIXe siècle. Certaines cartes, y compris celle de Faden,  indiquent une seconde chapelle en ruine sur la rive opposée de la rivière Glaven sur l'œil de Cleye mais il n'existe aucun autre document le confirmant. 
Les églises médiévales de St Nicholas, Blakeney et Ste Margaret de Cley ainsi que le monastère de Blakeney désormais  en ruine, ne furent pas les premiers édifices religieux dans la région. Une ancienne église fut répertoriée dans le Livre du jugement dernier de  1086 à Esnuterle (« Snitterle » était un  nom antérieur de Blakeney), le nom actuel ne fit son apparition qu'en 1340. L'emplacement exact de l'église au XIe siècle est inconnu et rien ne permet de penser que c'était sur le site de la « chapelle »,. 
Un livret anonyme sur Blakeney publié en 1929  indique qu'il existait une « chapelle de commodité » (plus proche que l'église principale de la paroisse) dans les marais gérée par une confrérie venue du monastère mais le document sur lequel semblent se baser ces allégations, un registre de données administratives datant du 20 avril 1343, signale simplement qu'un ermite des environs  a eu la permission de demander la charité dans « diverses parties des royaumes ». Il n'y a aucune preuve qu'un bâtiment quelconque ait été dévolu à des fins religieuses dans les marais ni aucune mention de chapelle dans aucun des documents médiévaux existants. 

## Investigations
Les premières fouilles des ruines de la chapelle, financées par la National Trust, furent menées pendant l'hiver 1998-99 par le groupe d'histoire locale. Ces recherches furent effectuées selon les directives du « English Heritage » qui autorisa d'accéder aux ruines mais pas de creuser, ainsi l'étude reposa sur des mesures de taille, de la géophysique (résistivité et magnétométrie) et des échantillonnages. La région analysée s'étendait sur 100 m de long et 40 m de large (soit 109 yards sur 44 yards). La magnétométrie ne parvint pas à détecter les caractéristiques souterraines  de la chapelle mais révéla une anomalie linéaire inattendue  du fait de la présence de pièces de ferronnerie de défenses militaires enterrées datant de la Guerre. L'enquête concernant la résistivité montra clairement une pièce plus grande, sans pouvoir la localiser pour autant, suggérant  qu'elle avait des fondations moins conséquentes, probablement moins bien construites ainsi que plus récentes.  
Faire des plans de réalignement de la rivière Glaven signifiait qu'on laissait l'«œil» sans protection au nord de la rivière et qu'il aurait pu être détruit par les changements de la côte. Il a été décidé que la seule solution pratique était de procéder à des fouilles tant que le site existait encore d'où une évaluation préliminaire en 2003, suivie de  recherches plus approfondies en 2004-2005. La région concernée couvrait 10 hectares (25 acres), soit largement plus que les 0,4 hectare (1 acre) des fouilles de 1998. 50 tranchées furent excavées en chevrons à l'extérieur des constructions, chacune ayant 50 m de long et 1.50 m de large (194 sur 5,9 pieds) ainsi que 6 tranchées de dimensions variées créées à l'intérieur de la chapelle. Cette dernière zone équivalait à deux des tranchées standard. La géologie de l'endroit  fut analysée à l'aide de huit puits de forage et la géophysique (magnétométrie et détection de métaux) fut  utilisée afin de localiser des anomalies souterraines.  
L'excavation principale du site menée durant l'hiver 20042005 se concentra sur le bâtiment et une zone de 10 m alentour (33 pieds). Les résultats indiquèrent qu'il y avait eu plusieurs phases d'occupation. Les restes du bâtiment  furent ré-enterrés après excavation, rien n'est aujourd'hui visible à la surface.

## Archéologie

### Ancienne occupation
La plus ancienne preuve d'occupation permanente du site est une série de fossés du XIe ou XIIe siècle, dont on pense qu'ils formaient une enceinte dont le coin sud-est se situait sous « la chapelle ». Les preuves de constructions quelconques à l'intérieur de l'enceinte ont soit été inondées par la rivière Glaven ou enterrées en dehors du périmètre de fouilles. Quelques découvertes furent associées aux fossés, certains fragments  de l'époque romaine ou de plus anciennes  poteries ainsi que trois pièces de monnaie à l'effigie d'Henri III furent découvertes à proximité. Comme ailleurs sur le site, il y a peu de preuves qui relient l'ancienne poterie à l'emplacement  où elle a été découverte. Au moment de la construction du bâtiment principal, à un moment du XIVe siècle, les fossés avaient été comblés avec du sable. Un petit foyer avait été construit au niveau du sol peu avant ou pendant l'édification de S1. Il apparaît qu'il a été fort peu utilisé mais la présence de scories suggère qu'il était destiné à fondre du fer, peut-être par un forgeron.  Il y avait des preuves de l'existence d'âtres à l'intérieur de S1 à la même époque que le foyer mais sans savoir s'ils étaient liés à une activité de fusion de métaux. À cette époque, les foyers n'étaient pas en mesure de faire fondre du fer métallique mais produisaient une mixture de fer et de scories qui pouvait être convertie en fer forgé en la chauffant de manière répétée et en la martelant. Un autre foyer, même antérieur existe à West Runton, un village à 17km (10 miles) plus à l'est sur la côte du Norfolk. Le principal minerai dans la région est un conglomérat sédimentaire local riche en fer.

### Époque médiévale
Le plus grand bâtiment au nord fut construit sans tranchées de fondations profondes mais n'en était pas moins un édifice solide, bien construit en pierre et en mortier. D'après le principal archéologue, la réalisation de ce bâtiment bénéficia d'« un nombre d'heures de travail et d'un budget conséquents ». Les pierres furent sélectionnées de manière à diminuer en taille lorsque les murs s'élèvent et les coins internes étaient ornés de  blocs de calcaire disposés en chaîne. Les coquillages étaient recouverts de façon à suggérer qu'ils ont fait partie, un jour, de la structure de base de la construction comme garniture pour renforcer le mortier). Il existait des entrées dans les murs ouest et nord-est ainsi que quelques preuves d'existence de fenêtres dans les murs nord-ouest et sud. Le sol était composé de terre compactée et le toit originel était fait de matériau inconnu, cependant la présence de quelques carreaux vitrifiés et de tuiles flamandes plus récents est cohérente avec l'idée d'une apparence et un statut plus élevés. Il n'y avait pas de mur intérieur à cette époque mais il y a pu avoir une extension en bois au coin sud-ouest.
La construction médiévale fut finalement abandonnée et beaucoup du matériel structurel fut déplacé pour être réutilisé dans les villages de Blakeney et Cley. Un porche voûté en pierre à Cley est supposé provenir de la chapelle et pourrait correspondre à l'entrée ouest quoiqu'elle pourrait aussi avoir été amenée d'ailleurs comme du monastère en ruine de Blakeney par exemple. Le bâtiment de la « chapelle » fut déserté vers 1600 peut-être en raison de l'effondrement de sa partie est ou de sa désuétude. Le bâtiment principal semble avoir souffert d'un important incendie à plusieurs niveaux, aucune structure en bois n'a été trouvée. Le site fut inondé au moins trois fois à la suite de l'effondrement du bâtiment. À un moment, une partie du mur ouest fut perdu, la pente raide où il se trouvait ayant probablement été prise par la mer.
La plupart des poteries trouvées dans la pièce la plus grande furent datées du XIVe au XVIe siècle, près d'un tiers d'entre elles avait été importé du continent, signe de l'importance des ports sur la rivière Glaven dans le commerce international de l'époque,. La poterie sembla être majoritairement de nature domestique, y compris des pichets et récipients de cuisson.

### Époque post-médiévale
La pièce du XVIIe siècle, S2, utilisa le mur sud de la structure existante comme son propre mur nord et fut en majorité construite avec des matériaux récupérés de S1, bien que le travail se révéla de moindre qualité. La nouvelle pièce avait un double foyer mais il n'y avait aucune preuve de l'existence d'un mur de séparation entre les deux foyers. Des blocs de calcaire identiques à ceux des coins de S1 furent utilisés comme éléments structurels et décoratifs de l'âtre. En plus des tuiles prises de S1, il y avait aussi des tuiles en ardoise provenant des Cornouailles. Qu'elles faisaient partie du toit de S2 ou aient été associées à l'éventuelle extension en bois n'est pas clair.
Au moment où fut construit S2, un mur de séparation, encore de qualité inférieure, fut construit à travers S1 afin de créer une pièce ouest. Il n'y avait pas de taupinières à l'intérieur de la construction la plus petite ce qui suggéra que, contrairement à son voisin, elle avait un sol enterré solide, ce qui fut confirmé par l'excavation. Celle-ci avait un sol à la base fait de mortier reposé au moins une fois et ensuite couvert d'une couche de pavés de pierre, ce qui suggérait qu'il s'agissait d'un espace de travail. L'ancien foyer ne fut pas couvert, il a sûrement encore été utilisé. Un nouvel âtre fut également ajouté, apparemment de forme domestique, bien que le contexte rende cette fonction improbable. Un circuit clairement délimité descendait la pente vers le sud-ouest  depuis S1 et un gros amas coquillier se trouvait près du chemin. Il a été suggéré qu'une « fosse de nettoyage » au nord de S1, remplie d'eau fraîche au-dessus d'eau salée, était un phénomène connu à Blakeney Point, la réserve naturelle de Blakeney et ailleurs sur la côte du Norfolk,.
Il existe très peu de preuves de son utilisation après la désertion du XVIIe siècle, comme une pipe à tabac du XIXe siècle et quelques objets en verre de l'époque victorienne. Une clôture en fil de fer barbelé datant de la Guerre  traverse les ruines, elle fut détectée grâce à l'excavation et à la magnétométrie. D'autres découvertes modernes s'y ajoutent : un piège à renard, des balles et d'autres petits objets métalliques,.

## Fonction
Blakeney Eye ou « œil de Blakeney » a une longue histoire d'occupation avec  de nombreuses découvertes datant du Néolithique, quelques-unes de l'Époque romaine ou anglo-saxonne  ainsi qu'une bractéate en or, rareté du VIe siècle. Des découvertes relatives aux animaux et aux plantes indiquèrent que des espèces domestiquées d'animaux tels que les chèvres et proies locales comme les courlis étaient consommés; des restes de lapin et de canidés montrèrent également qu'ils utilisaient la fourrure  de ces mammifères. La preuve de traitement et stockage des céréales est difficile à dater mais semble être médiévale.
Les bâtiments furent abandonnés pendant le XVIIe siècle et leurs fonctions variées durant la longue période d'occupation, restent inconnues. L'orientation est-ouest et l'exécution supérieure de S1 n'excluent pas un usage religieux mais il n'existe aucune autre preuve archéologique ou documentaire étayant cette hypothèse, Le nombre limité de découvertes, y compris de matériel non-réutilisable, laisse à penser que les habitations médiévales étaient occupées par un nombre restreint de personnes et pour peu de temps. D'autres usages plausibles ont été suggérés comme d'avoir servi de bureau des douanes mais là encore il n'y aucune preuve appuyant ces spéculations.

## Menaces

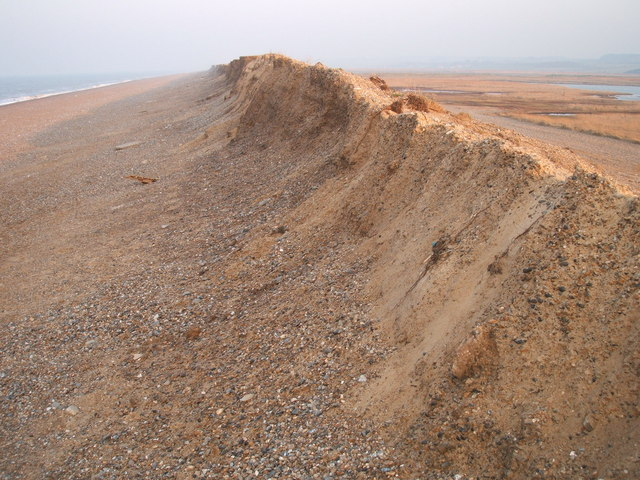
Le travail de l'érosion, 2007

Le réalignement de la rivière Glaven fait que les ruines se trouvent à présent au nord de la digue, et essentiellement à la merci de l'érosion côtière. La chapelle finira enterrée par des galets étant donné que la pointe continue à avancer vers le sud puis, dans 20-30 ans elle sera perdue, envahie par les eaux.
La ligne du rivage avance vers l'ouest depuis Weybourne le long de la côte du Norfolk avant de devenir une pointe finissant dans la mer à Blakeney. Des marais salants peuvent se développer à l'arrière mais la mer attaque la pointe par les courants et les tempêtes. La quantité de sédiments pouvant être déplacée lors d'un simple orage peut être « spectaculaire » ; la pointe a quelquefois été percée devenant une île pour un temps et cela peut encore se produire,. La partie la plus au nord du village de Snitterley fut ainsi inondé par la mer au début du Moyen Âge, probablement à la suite d'un orage.
Dans les deux derniers siècles, les cartes étaient suffisamment précises pour permettre que l'on mesure la distance entre les ruines et la mer . Les 400 m (440 yards) mesurés en 1817 se sont réduits à 320 m (350 yards) en 1835, 275 m (300 yards) en 1907 pour atteindre 195 m (215 yards)  à la fin du XXe siècle. La pointe se déplace vers les terres à raison d'1 m (1 yard) par an ; et plusieurs îlots ou « yeux » ont déjà été avalés par la mer. Le mouvement vers les terres entraîna que le chenal de la rivière Glaven creusé en 1922, après un cours plus au nord, soit submergé entre Blakeney et Cley, créant un blocage de plus en plus fréquent. Ceci causa l'inondation du village de Cley et des marais . L'agence pour l'environnement réfléchit à plusieurs options  pour remédier à la situation : tenter de retenir l'avancée de la barrière sédimentaire ou créer une brèche dans la pointe afin de permettre une nouvelle sortie à la rivière Glaven reviendrait cher et serait probablement inefficace mais ne rien faire serait dommageable pour l'environnement. L'agence pour l'environnement décida, donc, de créer une nouvelle route pour le cours d'eau situé plus au sud qu'au départ, et un travail de réalignement d'une bande de 550 m (600 yards) de la rivière de 200 m (220 yards) plus au sud fut achevée en 2007 pour un coût d'environ 1,5 million de livres.
Un repli aménagé est sans doute la solution à long terme contre la montée du niveau de la mer le long de la majorité des côtes Nord du Comté de Norfolk,. Cette solution a déjà été appliquée à d'autres importants sites tels que le marais de Titchwell,.